# Grupa Aleksandra Golikowa
Grupa Aleksandra Golikowa – jedna z grup w strukturze organizacyjnej Armii Czerwonej okresu wojny polsko-bolszewickiej. Nazwa pochodzi od nazwiska dowódcy 7 Dywizji Strzelców, wchodzącej w skład Grupy
Pod koniec sierpnia 1920 grupa ta brała udział w spóźnionych działaniach zaczepnych bolszewickiego Frontu Południowo-Zachodniego nad górnym i środkowym Bugiem.

## Struktura organizacyjna
Skład w czerwcu 1920
- 7 Dywizja Strzelców
- 25 Dywizja Strzelców
- Baszkirska Brygada Kawalerii[2]

Według stanu z 2 czerwca 1920  liczyła 7480 bagnetów i 800 szabel
Skład 25 sierpnia 1920
- 87 Brygada Strzelców
- 7 Dywizja Strzelców
- 25 Brygada Kawalerii
- Baszkirska Brygada Kawalerii